# Kaarlo Sarkia
Kaarlo Sarkia, tidigare Sulin, född 11 maj 1902 i Kiikka, död 16 november 1945 i Sysmä, var en finländsk poet.
Sarkia räknas till mellankrigstidens mest bemärkta finskspråkiga diktare. Han utgav 1929–1943 fyra samlingar med svårmodig och extatisk kärleks- och dödslyrik, som utmärker sig genom formskönhet och musikalitet (samlade dikter, Runot, utgivna 1944). Ett genomgående drag i hans diktning är tvära svängningar till exempel från en jordnära livstillvändhet till sömn och död, från det fula och avskyvärda till den absoluta skönheten. Ofta återkommande motiv är barndoms- och modersbilder. En minnesstaty över honom (Kauko Räike, 1960) och ett Sarkia-museum finns i Kiikka.